# Ole Rømer

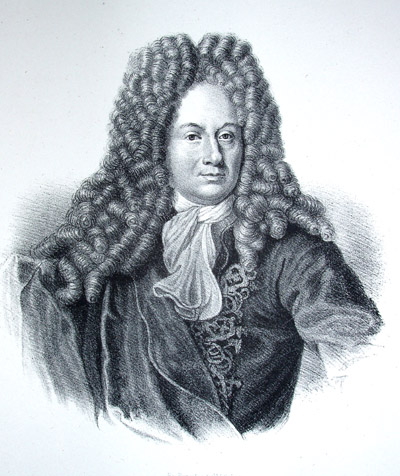
Ole Christensen Rømer

Ole Christensen Rømer (Aarhus, 25 september 1644 – Kopenhagen, 19 september 1710) was een Deens astronoom.
Rømer is vooral bekend geworden omdat hij als eerste de lichtsnelheid bepaalde. Na zijn studie in Kopenhagen vertrok hij naar Parijs om daar samen te werken met Jean Picard. Hij werkte verder nauw samen met astronomen als Gottfried Leibniz, Christiaan Huygens en Isaac Newton.
Rømer observeerde de eclipsen van Io, een maan van Jupiter, en ontdekte dat als Jupiter ver van de aarde afstond de voorspelling wanneer de verduistering zou optreden steeds "te laat" was. Als de afstand tot Jupiter na een half jaar kleiner was geworden, klopten de voorspellingen weer. Volgens Rømer kwam dit doordat het licht een langere afstand moest afleggen en een eindige snelheid had. Het tijdsverschil werd door hem bepaald op 11 minuten per astronomische eenheid (plm. 150 miljoen kilometer).
In 1676 bepaalde hij op grond hiervan als eerste de lichtsnelheid en kwam uit op ongeveer 225.000 km/s.
Rømer werd in 1681 door koning Christian V van Denemarken naar Kopenhagen gehaald. Hij werd daar directeur van de Ronde Toren, een astronomisch observatorium. Hij vestigde daar een planetarium en zorgde voor een telescoop en andere waarnemingsinstrumenten.
Rømer ontwikkelde in 1701 een temperatuurschaal gebaseerd op twee vaste meetpunten: kokend water en smeltend pekel. Het idee van twee vaste punten werd later door Fahrenheit en Celsius gebruikt om hun temperatuurschalen te ontwikkelen.
Rømer vervulde verder diverse functies waaronder ingenieur en rechter in het hoger gerechtshof. In 1705 werd hij burgemeester van Kopenhagen.
In 1700 kon hij de Deense regering ervan overtuigen om de gregoriaanse kalender te introduceren, iets wat Tycho Brahe ruim een eeuw daarvoor tevergeefs had geprobeerd.
- Bibsys: 1498562805974
- Bibliothèque nationale de France: cb12324191r (data)
- Digitale Bibliotheek voor de Nederlandse Letteren: rome049
- Gemeinsame Normdatei: 118790919
- International Standard Name Identifier: 0000 0000 5510 975X
- Library of Congress Control Number: n84805850
- Nationale Bibliotheek van Tsjechië: jn20011211054
- Nationale Bibliotheek van Israël: 987007439740005171
- Nederlandse Thesaurus van Auteursnamen: 150666578
- Réseau des bibliothèques de Suisse occidentale: 02-A024590415
- LIBRIS: 87550
- Système universitaire de documentation: 032156189
- Virtual International Authority File: 64075595
- WorldCat: E39PBJwxMRCkHk7XG67mW9Gyh3